# Тешевицы
Тешевицы — деревня в Печорском районе Псковской области России. Входит в состав сельского поселения «Новоизборская волость».
Расположена на автодороге Псков — Изборск (А212), в 5 км к югу от волостного центра, деревни Новый Изборск.

## Население
Численность населения деревни на конец 2000 года составляла 72 жителя.
| 2001 | 2002 | 2010 |
| ---- | ---- | ---- |
| 72   | ↘59  | ↘49  |

## Достопримечательности
В деревне действует частная коллекция ретроавтомобилей и ретрорадиотехники , собранная Александром Поповым .